# Ducado de Montealegre

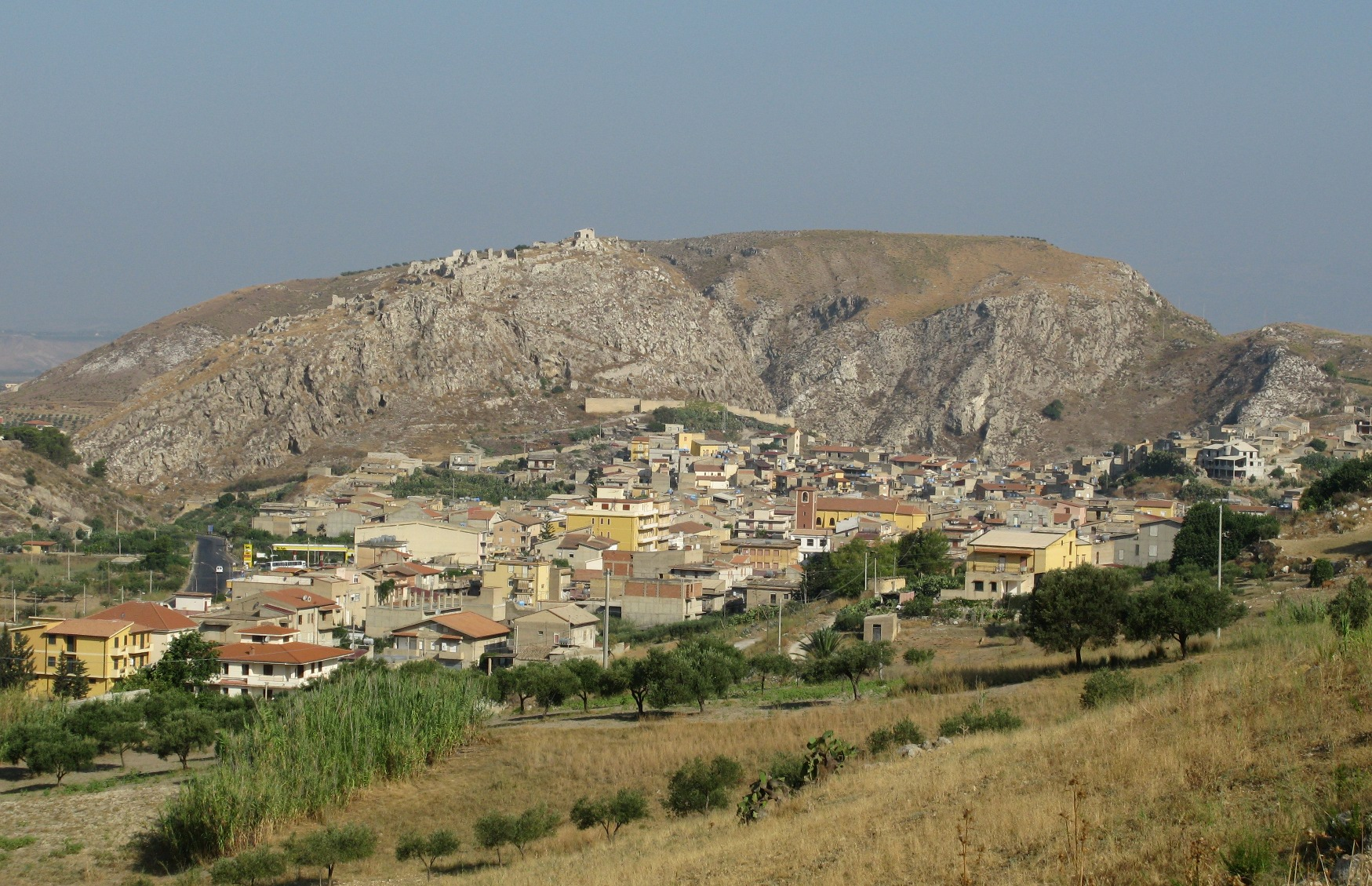
Vista de Montallegro, en la actual provincia de Agrigento

El ducado de Montealegre es un título nobiliario español, que desde 1927 goza de grandeza de España. Fue concedido como título del Reino de Sicilia por el rey Felipe IV de España en favor de Juan Gioeni de Cardona y Gravina, señor de la baronía de Montallegro, pretor de Palermo y caballero de la Orden de Santiago, con la denominación original de ducado de Anjeo de Montealegre (en italiano: ducea d'Angiò di Montallegro) y mediante privilegio o Real Despacho del 12 de agosto de 1633, que fue ejecutoriado el 9 de diciembre siguiente.
El feudo de Montallegro, en la provincia de Agrigento de la isla de Sicilia, había sido vendido el 19 de abril de 1622 por Nicolò Giuseppe Montaperto en favor de Lorenzo Gioeni, ii príncipe de Castiglione, quien unos años después lo entregó en pago de la dote de su hermana al dicho Juan Gioeni, su cuñado y primo. Y en 1633 fue erigido en ducado por el citado rey, que también aumentó su nombre con el muy honroso de Anjou (d'Angiò) para recordar el pretendido origen del linaje, que los Gioeni remontaban a los reyes angevinos de Nápoles.
En 1927 el rey Alfonso XIII reconoció esta merced como título español y con grandeza de España, y lo rehabilitó con la denominación actual de duque de Montealegre en favor de Isidro Castillejo y Wall, xvi conde de los Arenales y x de Villa Amena de Cozbíjar. El beneficiario de la rehabilitación era hijo de Juan Bautista de Castillejo y Sánchez de Teruel, iv conde de Floridablanca, y de María de la Concepción Wall y Alfonso de Sousa de Portugal, su mujer, xiv marquesa de Guadalcázar y xv condesa de los Arenales.

## Lista de titulares
|                                                                                               | Titular                                                                                       | Periodo                                                                                       |
| Título de Sicilia Creado por Felipe IV de España Titulares reconocidos por el Reino de España | Título de Sicilia Creado por Felipe IV de España Titulares reconocidos por el Reino de España | Título de Sicilia Creado por Felipe IV de España Titulares reconocidos por el Reino de España |
| --------------------------------------------------------------------------------------------- | --------------------------------------------------------------------------------------------- | --------------------------------------------------------------------------------------------- |
| I                                                                                             | Juan Gioeni de Cardona y Gravina                                                              | 1633-1649                                                                                     |
| II                                                                                            | Jerónimo Gioeni de Cardona y Gioeni                                                           | 1659-1652                                                                                     |
| III                                                                                           | Juan Gioeni de Cardona y Bononia                                                              | 1652-1690                                                                                     |
| IV                                                                                            | Jerónimo Gioeni de Cardona y Ventimiglia                                                      | 1690-1730                                                                                     |
| V                                                                                             | Jerónimo Gioeni de Cardona y Valguarnera                                                      | 1730-1774                                                                                     |
| VI                                                                                            | Juan Gioeni de Cardona y Valguarnera                                                          | 1774-1797                                                                                     |
| VII                                                                                           | Agesilao Gioeni de Cardona y Bonnano                                                          | 1797-1831                                                                                     |
| VIII                                                                                          | Juan Gioeni de Cardona y Cavaniglia                                                           | 1831-1864                                                                                     |
| Título italiano Reconocido por Víctor Manuel II                                               |                                                                                               |                                                                                               |
| IX                                                                                            | Girolamo Vannucci e Gioeni                                                                    | 1864-                                                                                         |
| X                                                                                             | Felice Pompeo Vannucci e Tommasi                                                              | -1888                                                                                         |
| XI                                                                                            | Girolamo Vannucci e Vannucci                                                                  | 1888-1962                                                                                     |
| XII                                                                                           | Achille Vannucci ed Alliata                                                                   | 1962-1971                                                                                     |
| XIII                                                                                          | Girolamo Vannucci e Maglione                                                                  | 1971-hoy                                                                                      |
| Título español Rehabilitado por Alfonso XIII de España                                        |                                                                                               |                                                                                               |
| IX                                                                                            | Isidro Castillejo y Wall                                                                      | 1927-1970                                                                                     |
| X                                                                                             | Juan Bautista Castillejo y Carvajal                                                           | 1970-1997                                                                                     |
| XI                                                                                            | Isidro Castillejo y Bermúdez de Castro                                                        | 1995-hoy                                                                                      |

## Historia genealógica

### Concesionario
El feudo de Montallegro fue erigido en ducado el 12 de agosto de 1633 en favor de:
- Juan Gioeni de Cardona y Gravina (m. 1649), i duque de Anjeo de Montealegre, pretor de Palermo y caballero de la Orden de Santiago.

Casó con Diana Gioeni di Castiglione. En 1649 sucedió su hijo:
- Jerónimo Gioeni de Cardona y Gioeni (m. 1652), ii duque de Anjeo de Montealegre.

Casó con Laura de Bononia y Alliata. En 1652 sucedió su hijo:
- Juan Gioeni de Cardona y Bononia (m. 1690), iii duque de Anjeo de Montealegre.

Casó con Isabel de Ventinmiglia. En 1690 sucedió su hijo:
- Jerónimo Gioeni de Cardona y Ventimiglia (m. 1730), iv duque de Anjeo de Montealegre.

Casó con Ana María Lanza. En 1730 sucedió su nieto:
- Jerónimo Gioeni de Cardona y Valguarnera (m. 5 de abril de 1774), v duque de Anjeo de Montealegre.

Contrajo matrimonio con Isabel Valguarnera. En 1774 sucedió su hijo:
- Juan Gioeni de Cardona y Valguarnera (m. 4 de noviembre de 1797), vi duque de Anjeo de Montealegre.

Casó con María Bonnano. En 1797 sucedió su hijo:
- Agesilao Gioeni de Cardona y Bonnano (m. 6 dr junio de 1831), vii duque de Anjeo de Montealegre.

Casó con Josefa Cavaniglia y Medici. En 1831 sucedió su hijo:
- Juan Gioeni de Cardona y Cavaniglia (m. 1864), viii duque de Anjeo de Montealegre.

Casó en primeras nupcias con Antonia María de Monroy, y en segundas con Ágata de Gravina, pero no tuvo descendencia. Extinguida la varonía, el título caducó, y fue reconocido por el Reino de Italia en favor de un colateral (véase el árbol).

### Rehabilitación en 1927
El 3 de mayo de 1927, el antiguo ducado de Anjeo de Montealegre fue reconocido como título español y rehabilitado a noveno titular por el rey Alfonso XIII, con la denominación de duque de Montealegre y con grandeza de España, en favor de:
- Isidro Castillejo y Wall (1897-1970), ix duque de Montealegre, grande de España, xvi conde de los Arenales y x de Villa Amena de Cozbíjar, gentilhombre de cámara del rey Alfonso XIII con ejercicio y servidumbre.

Casó con María Luisa de Carvajal y Santos-Suárez, ii condesa de Cabrillas. Por Real Carta del 24 de julio de 1971, sucedió su hijo:
- Juan Bautista Castillejo y Carvajal (m. 1994), x duque de Montealegre, grande de España,xi conde de Villa Amena de Cozbíjar.

Casó con María de los Dolores Bermúdez de Castro y Collantes. Por Orden publicada en el BOE del 31 de mayo de 1995, y Real Carta del 30 de octubre de 1997, sucedió su hijo:
- Isidro Castillejo y Bermúdez de Castro, xi y actual duque de Montealegre ,[5] grande de España, xii conde de Villa Amena de Cozbíjar. :: Casado con Beatriz Leal y Márquez.[5]

## Árbol genealógico
| Duques de Montealegre                       |
| ------------------------------------------- |
| Reconocidos en España Reconocidos en Italia |

| | | | | | |  |  | Lorenzo Gioeni, iii marqués de Castiglione                   |                                                              |                                                              |                                                              |                                                              |                                                              |  |  |                                                    |                                                    |                                                    |                                                    |                                                    |                                                    |  |  |                                                                     |                                                                     |                                                                     |                                                                     |                                                                     |                                                                     |  |  |  |  |  |  |  |  |  |  |  |  |  |  |  |  |
| | | | | | |  |  |                                                              |                                                              |                                                              |                                                              |                                                              |                                                              |  |  |                                                    |                                                    |                                                    |                                                    |                                                    |                                                    |  |  |                                                                     |                                                                     |                                                                     |                                                                     |                                                                     |                                                                     |  |  |  |  |  |  |  |  |  |  |  |  |  |  |  |  |
| | | | | | |  |  |                                                              |                                                              |                                                              |                                                              |                                                              |                                                              |  |  |                                                    |                                                    |                                                    |                                                    |                                                    |                                                    |  |  |                                                                     |                                                                     |                                                                     |                                                                     |                                                                     |                                                                     |  |  |  |  |  |  |  |  |  |  |  |  |  |  |  |  |
| Tomás Gioeni, i príncipe de Castiglione                                                                  | Tomás Gioeni, i príncipe de Castiglione                                                                  | Tomás Gioeni, i príncipe de Castiglione                                                                  | Tomás Gioeni, i príncipe de Castiglione                                                                  | Tomás Gioeni, i príncipe de Castiglione                                                                  | Tomás Gioeni, i príncipe de Castiglione                                                                  |  |  |                                                              |                                                              |                                                              |                                                              |                                                              |                                                              |  |  | Jerónimo Gioeni y Cardona                          | Jerónimo Gioeni y Cardona                          | Jerónimo Gioeni y Cardona                          | Jerónimo Gioeni y Cardona                          | Jerónimo Gioeni y Cardona                          | Jerónimo Gioeni y Cardona                          |  |  |                                                                     |                                                                     |                                                                     |                                                                     |                                                                     |                                                                     |  |  |  |  |  |  |  |  |  |  |  |  |  |  |  |  |
| Tomás Gioeni, i príncipe de Castiglione                                                                  | Tomás Gioeni, i príncipe de Castiglione                                                                  | Tomás Gioeni, i príncipe de Castiglione                                                                  | Tomás Gioeni, i príncipe de Castiglione                                                                  | Tomás Gioeni, i príncipe de Castiglione                                                                  | Tomás Gioeni, i príncipe de Castiglione                                                                  |  |  |                                                              |                                                              |                                                              |                                                              |                                                              |                                                              |  |  | Jerónimo Gioeni y Cardona                          | Jerónimo Gioeni y Cardona                          | Jerónimo Gioeni y Cardona                          | Jerónimo Gioeni y Cardona                          | Jerónimo Gioeni y Cardona                          | Jerónimo Gioeni y Cardona                          |  |  |                                                                     |                                                                     |                                                                     |                                                                     |                                                                     |                                                                     |  |  |  |  |  |  |  |  |  |  |  |  |  |  |  |  |
| Lorenzo Gioeni, ii príncipe de Castiglione                                                               | Lorenzo Gioeni, ii príncipe de Castiglione                                                               | Lorenzo Gioeni, ii príncipe de Castiglione                                                               | Lorenzo Gioeni, ii príncipe de Castiglione                                                               | Lorenzo Gioeni, ii príncipe de Castiglione                                                               | Lorenzo Gioeni, ii príncipe de Castiglione                                                               |  |  |                                                              |                                                              |                                                              |                                                              |                                                              |                                                              |  |  | Juan Gioeni, i duque de Montealegre († 1649)       | Juan Gioeni, i duque de Montealegre († 1649)       | Juan Gioeni, i duque de Montealegre († 1649)       | Juan Gioeni, i duque de Montealegre († 1649)       | Juan Gioeni, i duque de Montealegre († 1649)       | Juan Gioeni, i duque de Montealegre († 1649)       |  |  |                                                                     |                                                                     |                                                                     |                                                                     |                                                                     |                                                                     |  |  |  |  |  |  |  |  |  |  |  |  |  |  |  |  |
| Lorenzo Gioeni, ii príncipe de Castiglione                                                               | Lorenzo Gioeni, ii príncipe de Castiglione                                                               | Lorenzo Gioeni, ii príncipe de Castiglione                                                               | Lorenzo Gioeni, ii príncipe de Castiglione                                                               | Lorenzo Gioeni, ii príncipe de Castiglione                                                               | Lorenzo Gioeni, ii príncipe de Castiglione                                                               |  |  |                                                              |                                                              |                                                              |                                                              |                                                              |                                                              |  |  | Juan Gioeni, i duque de Montealegre († 1649)       | Juan Gioeni, i duque de Montealegre († 1649)       | Juan Gioeni, i duque de Montealegre († 1649)       | Juan Gioeni, i duque de Montealegre († 1649)       | Juan Gioeni, i duque de Montealegre († 1649)       | Juan Gioeni, i duque de Montealegre († 1649)       |  |  |                                                                     |                                                                     |                                                                     |                                                                     |                                                                     |                                                                     |  |  |  |  |  |  |  |  |  |  |  |  |  |  |  |  |
| Isabel Gioeni, duquesa de Paliano, iii princesa de Castiglione (1603-1655)                               | Isabel Gioeni, duquesa de Paliano, iii princesa de Castiglione (1603-1655)                               | Isabel Gioeni, duquesa de Paliano, iii princesa de Castiglione (1603-1655)                               | Isabel Gioeni, duquesa de Paliano, iii princesa de Castiglione (1603-1655)                               | Isabel Gioeni, duquesa de Paliano, iii princesa de Castiglione (1603-1655)                               | Isabel Gioeni, duquesa de Paliano, iii princesa de Castiglione (1603-1655)                               |  |  |                                                              |                                                              |                                                              |                                                              |                                                              |                                                              |  |  | Jerónimo Gioeni, ii duque de Montealegre († 1652)  | Jerónimo Gioeni, ii duque de Montealegre († 1652)  | Jerónimo Gioeni, ii duque de Montealegre († 1652)  | Jerónimo Gioeni, ii duque de Montealegre († 1652)  | Jerónimo Gioeni, ii duque de Montealegre († 1652)  | Jerónimo Gioeni, ii duque de Montealegre († 1652)  |  |  |                                                                     |                                                                     |                                                                     |                                                                     |                                                                     |                                                                     |  |  |  |  |  |  |  |  |  |  |  |  |  |  |  |  |
| Isabel Gioeni, duquesa de Paliano, iii princesa de Castiglione (1603-1655)                               | Isabel Gioeni, duquesa de Paliano, iii princesa de Castiglione (1603-1655)                               | Isabel Gioeni, duquesa de Paliano, iii princesa de Castiglione (1603-1655)                               | Isabel Gioeni, duquesa de Paliano, iii princesa de Castiglione (1603-1655)                               | Isabel Gioeni, duquesa de Paliano, iii princesa de Castiglione (1603-1655)                               | Isabel Gioeni, duquesa de Paliano, iii princesa de Castiglione (1603-1655)                               |  |  |                                                              |                                                              |                                                              |                                                              |                                                              |                                                              |  |  | Jerónimo Gioeni, ii duque de Montealegre († 1652)  | Jerónimo Gioeni, ii duque de Montealegre († 1652)  | Jerónimo Gioeni, ii duque de Montealegre († 1652)  | Jerónimo Gioeni, ii duque de Montealegre († 1652)  | Jerónimo Gioeni, ii duque de Montealegre († 1652)  | Jerónimo Gioeni, ii duque de Montealegre († 1652)  |  |  |                                                                     |                                                                     |                                                                     |                                                                     |                                                                     |                                                                     |  |  |  |  |  |  |  |  |  |  |  |  |  |  |  |  |
| Ana Colonna, marquesa de los Balbases (1629-1689)                                                        | Ana Colonna, marquesa de los Balbases (1629-1689)                                                        | Ana Colonna, marquesa de los Balbases (1629-1689)                                                        | Ana Colonna, marquesa de los Balbases (1629-1689)                                                        | Ana Colonna, marquesa de los Balbases (1629-1689)                                                        | Ana Colonna, marquesa de los Balbases (1629-1689)                                                        |  |  |                                                              |                                                              |                                                              |                                                              |                                                              |                                                              |  |  | Juan Gioeni, iii duque de Montealegre († 1690)     | Juan Gioeni, iii duque de Montealegre († 1690)     | Juan Gioeni, iii duque de Montealegre († 1690)     | Juan Gioeni, iii duque de Montealegre († 1690)     | Juan Gioeni, iii duque de Montealegre († 1690)     | Juan Gioeni, iii duque de Montealegre († 1690)     |  |  |                                                                     |                                                                     |                                                                     |                                                                     |                                                                     |                                                                     |  |  |  |  |  |  |  |  |  |  |  |  |  |  |  |  |
| Ana Colonna, marquesa de los Balbases (1629-1689)                                                        | Ana Colonna, marquesa de los Balbases (1629-1689)                                                        | Ana Colonna, marquesa de los Balbases (1629-1689)                                                        | Ana Colonna, marquesa de los Balbases (1629-1689)                                                        | Ana Colonna, marquesa de los Balbases (1629-1689)                                                        | Ana Colonna, marquesa de los Balbases (1629-1689)                                                        |  |  |                                                              |                                                              |                                                              |                                                              |                                                              |                                                              |  |  | Juan Gioeni, iii duque de Montealegre († 1690)     | Juan Gioeni, iii duque de Montealegre († 1690)     | Juan Gioeni, iii duque de Montealegre († 1690)     | Juan Gioeni, iii duque de Montealegre († 1690)     | Juan Gioeni, iii duque de Montealegre († 1690)     | Juan Gioeni, iii duque de Montealegre († 1690)     |  |  |                                                                     |                                                                     |                                                                     |                                                                     |                                                                     |                                                                     |  |  |  |  |  |  |  |  |  |  |  |  |  |  |  |  |
| Carlos Felipe Spínola, iv marqués de los Balbases (1665-1721)                                            | Carlos Felipe Spínola, iv marqués de los Balbases (1665-1721)                                            | Carlos Felipe Spínola, iv marqués de los Balbases (1665-1721)                                            | Carlos Felipe Spínola, iv marqués de los Balbases (1665-1721)                                            | Carlos Felipe Spínola, iv marqués de los Balbases (1665-1721)                                            | Carlos Felipe Spínola, iv marqués de los Balbases (1665-1721)                                            |  |  |                                                              |                                                              |                                                              |                                                              |                                                              |                                                              |  |  | Jerónimo Gioeni, iv duque de Montealegre († 1730)  | Jerónimo Gioeni, iv duque de Montealegre († 1730)  | Jerónimo Gioeni, iv duque de Montealegre († 1730)  | Jerónimo Gioeni, iv duque de Montealegre († 1730)  | Jerónimo Gioeni, iv duque de Montealegre († 1730)  | Jerónimo Gioeni, iv duque de Montealegre († 1730)  |  |  |                                                                     |                                                                     |                                                                     |                                                                     |                                                                     |                                                                     |  |  |  |  |  |  |  |  |  |  |  |  |  |  |  |  |
| Carlos Felipe Spínola, iv marqués de los Balbases (1665-1721)                                            | Carlos Felipe Spínola, iv marqués de los Balbases (1665-1721)                                            | Carlos Felipe Spínola, iv marqués de los Balbases (1665-1721)                                            | Carlos Felipe Spínola, iv marqués de los Balbases (1665-1721)                                            | Carlos Felipe Spínola, iv marqués de los Balbases (1665-1721)                                            | Carlos Felipe Spínola, iv marqués de los Balbases (1665-1721)                                            |  |  |                                                              |                                                              |                                                              |                                                              |                                                              |                                                              |  |  | Jerónimo Gioeni, iv duque de Montealegre († 1730)  | Jerónimo Gioeni, iv duque de Montealegre († 1730)  | Jerónimo Gioeni, iv duque de Montealegre († 1730)  | Jerónimo Gioeni, iv duque de Montealegre († 1730)  | Jerónimo Gioeni, iv duque de Montealegre († 1730)  | Jerónimo Gioeni, iv duque de Montealegre († 1730)  |  |  |                                                                     |                                                                     |                                                                     |                                                                     |                                                                     |                                                                     |  |  |  |  |  |  |  |  |  |  |  |  |  |  |  |  |
| Jerónima Spínola, duquesa de Medinaceli (1687-1735)                                                      | Jerónima Spínola, duquesa de Medinaceli (1687-1735)                                                      | Jerónima Spínola, duquesa de Medinaceli (1687-1735)                                                      | Jerónima Spínola, duquesa de Medinaceli (1687-1735)                                                      | Jerónima Spínola, duquesa de Medinaceli (1687-1735)                                                      | Jerónima Spínola, duquesa de Medinaceli (1687-1735)                                                      |  |  |                                                              |                                                              |                                                              |                                                              |                                                              |                                                              |  |  | Juan Gioeni, iv príncipe de Petrulla               | Juan Gioeni, iv príncipe de Petrulla               | Juan Gioeni, iv príncipe de Petrulla               | Juan Gioeni, iv príncipe de Petrulla               | Juan Gioeni, iv príncipe de Petrulla               | Juan Gioeni, iv príncipe de Petrulla               |  |  |                                                                     |                                                                     |                                                                     |                                                                     |                                                                     |                                                                     |  |  |  |  |  |  |  |  |  |  |  |  |  |  |  |  |
| Jerónima Spínola, duquesa de Medinaceli (1687-1735)                                                      | Jerónima Spínola, duquesa de Medinaceli (1687-1735)                                                      | Jerónima Spínola, duquesa de Medinaceli (1687-1735)                                                      | Jerónima Spínola, duquesa de Medinaceli (1687-1735)                                                      | Jerónima Spínola, duquesa de Medinaceli (1687-1735)                                                      | Jerónima Spínola, duquesa de Medinaceli (1687-1735)                                                      |  |  |                                                              |                                                              |                                                              |                                                              |                                                              |                                                              |  |  | Juan Gioeni, iv príncipe de Petrulla               | Juan Gioeni, iv príncipe de Petrulla               | Juan Gioeni, iv príncipe de Petrulla               | Juan Gioeni, iv príncipe de Petrulla               | Juan Gioeni, iv príncipe de Petrulla               | Juan Gioeni, iv príncipe de Petrulla               |  |  |                                                                     |                                                                     |                                                                     |                                                                     |                                                                     |                                                                     |  |  |  |  |  |  |  |  |  |  |  |  |  |  |  |  |
| Mª Feliche Fernández de Córdoba, marquesa de Montealegre (1705-1748)                                     | Mª Feliche Fernández de Córdoba, marquesa de Montealegre (1705-1748)                                     | Mª Feliche Fernández de Córdoba, marquesa de Montealegre (1705-1748)                                     | Mª Feliche Fernández de Córdoba, marquesa de Montealegre (1705-1748)                                     | Mª Feliche Fernández de Córdoba, marquesa de Montealegre (1705-1748)                                     | Mª Feliche Fernández de Córdoba, marquesa de Montealegre (1705-1748)                                     |  |  |                                                              |                                                              |                                                              |                                                              |                                                              |                                                              |  |  | Jerónimo Gioeni, v duque de Montealegre († 1774)   | Jerónimo Gioeni, v duque de Montealegre († 1774)   | Jerónimo Gioeni, v duque de Montealegre († 1774)   | Jerónimo Gioeni, v duque de Montealegre († 1774)   | Jerónimo Gioeni, v duque de Montealegre († 1774)   | Jerónimo Gioeni, v duque de Montealegre († 1774)   |  |  |                                                                     |                                                                     |                                                                     |                                                                     |                                                                     |                                                                     |  |  |  |  |  |  |  |  |  |  |  |  |  |  |  |  |
| Mª Feliche Fernández de Córdoba, marquesa de Montealegre (1705-1748)                                     | Mª Feliche Fernández de Córdoba, marquesa de Montealegre (1705-1748)                                     | Mª Feliche Fernández de Córdoba, marquesa de Montealegre (1705-1748)                                     | Mª Feliche Fernández de Córdoba, marquesa de Montealegre (1705-1748)                                     | Mª Feliche Fernández de Córdoba, marquesa de Montealegre (1705-1748)                                     | Mª Feliche Fernández de Córdoba, marquesa de Montealegre (1705-1748)                                     |  |  |                                                              |                                                              |                                                              |                                                              |                                                              |                                                              |  |  | Jerónimo Gioeni, v duque de Montealegre († 1774)   | Jerónimo Gioeni, v duque de Montealegre († 1774)   | Jerónimo Gioeni, v duque de Montealegre († 1774)   | Jerónimo Gioeni, v duque de Montealegre († 1774)   | Jerónimo Gioeni, v duque de Montealegre († 1774)   | Jerónimo Gioeni, v duque de Montealegre († 1774)   |  |  |                                                                     |                                                                     |                                                                     |                                                                     |                                                                     |                                                                     |  |  |  |  |  |  |  |  |  |  |  |  |  |  |  |  |
| Diego Ventura de Guzmán, xiv conde de Oñate (1738-1805)                                                  | Diego Ventura de Guzmán, xiv conde de Oñate (1738-1805)                                                  | Diego Ventura de Guzmán, xiv conde de Oñate (1738-1805)                                                  | Diego Ventura de Guzmán, xiv conde de Oñate (1738-1805)                                                  | Diego Ventura de Guzmán, xiv conde de Oñate (1738-1805)                                                  | Diego Ventura de Guzmán, xiv conde de Oñate (1738-1805)                                                  |  |  |                                                              |                                                              |                                                              |                                                              |                                                              |                                                              |  |  | Juan Gioeni, vi duque de Montealegre (1740-1797)   | Juan Gioeni, vi duque de Montealegre (1740-1797)   | Juan Gioeni, vi duque de Montealegre (1740-1797)   | Juan Gioeni, vi duque de Montealegre (1740-1797)   | Juan Gioeni, vi duque de Montealegre (1740-1797)   | Juan Gioeni, vi duque de Montealegre (1740-1797)   |  |  |                                                                     |                                                                     |                                                                     |                                                                     |                                                                     |                                                                     |  |  |  |  |  |  |  |  |  |  |  |  |  |  |  |  |
| Diego Ventura de Guzmán, xiv conde de Oñate (1738-1805)                                                  | Diego Ventura de Guzmán, xiv conde de Oñate (1738-1805)                                                  | Diego Ventura de Guzmán, xiv conde de Oñate (1738-1805)                                                  | Diego Ventura de Guzmán, xiv conde de Oñate (1738-1805)                                                  | Diego Ventura de Guzmán, xiv conde de Oñate (1738-1805)                                                  | Diego Ventura de Guzmán, xiv conde de Oñate (1738-1805)                                                  |  |  |                                                              |                                                              |                                                              |                                                              |                                                              |                                                              |  |  | Juan Gioeni, vi duque de Montealegre (1740-1797)   | Juan Gioeni, vi duque de Montealegre (1740-1797)   | Juan Gioeni, vi duque de Montealegre (1740-1797)   | Juan Gioeni, vi duque de Montealegre (1740-1797)   | Juan Gioeni, vi duque de Montealegre (1740-1797)   | Juan Gioeni, vi duque de Montealegre (1740-1797)   |  |  |                                                                     |                                                                     |                                                                     |                                                                     |                                                                     |                                                                     |  |  |  |  |  |  |  |  |  |  |  |  |  |  |  |  |
| María Isidra de Guzmán, marquesa de Guadalcázar (1768-1803)                                              | María Isidra de Guzmán, marquesa de Guadalcázar (1768-1803)                                              | María Isidra de Guzmán, marquesa de Guadalcázar (1768-1803)                                              | María Isidra de Guzmán, marquesa de Guadalcázar (1768-1803)                                              | María Isidra de Guzmán, marquesa de Guadalcázar (1768-1803)                                              | María Isidra de Guzmán, marquesa de Guadalcázar (1768-1803)                                              |  |  |                                                              |                                                              |                                                              |                                                              |                                                              |                                                              |  |  | Agesilao Gioeni, vii duque de Montealegre († 1831) | Agesilao Gioeni, vii duque de Montealegre († 1831) | Agesilao Gioeni, vii duque de Montealegre († 1831) | Agesilao Gioeni, vii duque de Montealegre († 1831) | Agesilao Gioeni, vii duque de Montealegre († 1831) | Agesilao Gioeni, vii duque de Montealegre († 1831) |  |  |                                                                     |                                                                     |                                                                     |                                                                     |                                                                     |                                                                     |  |  |  |  |  |  |  |  |  |  |  |  |  |  |  |  |
| María Isidra de Guzmán, marquesa de Guadalcázar (1768-1803)                                              | María Isidra de Guzmán, marquesa de Guadalcázar (1768-1803)                                              | María Isidra de Guzmán, marquesa de Guadalcázar (1768-1803)                                              | María Isidra de Guzmán, marquesa de Guadalcázar (1768-1803)                                              | María Isidra de Guzmán, marquesa de Guadalcázar (1768-1803)                                              | María Isidra de Guzmán, marquesa de Guadalcázar (1768-1803)                                              |  |  |                                                              |                                                              |                                                              |                                                              |                                                              |                                                              |  |  | Agesilao Gioeni, vii duque de Montealegre († 1831) | Agesilao Gioeni, vii duque de Montealegre († 1831) | Agesilao Gioeni, vii duque de Montealegre († 1831) | Agesilao Gioeni, vii duque de Montealegre († 1831) | Agesilao Gioeni, vii duque de Montealegre († 1831) | Agesilao Gioeni, vii duque de Montealegre († 1831) |  |  |                                                                     |                                                                     |                                                                     |                                                                     |                                                                     |                                                                     |  |  |  |  |  |  |  |  |  |  |  |  |  |  |  |  |
| | | | | | |  |  |                                                              |                                                              |                                                              |                                                              |                                                              |                                                              |  |  |                                                    |                                                    |                                                    |                                                    |                                                    |                                                    |  |  |                                                                     |                                                                     |                                                                     |                                                                     |                                                                     |                                                                     |  |  |  |  |  |  |  |  |  |  |  |  |  |  |  |  |
| Luisa Rafaela de Sousa, condesa de Armildez de Toledo (1793-1842)                                        | Luisa Rafaela de Sousa, condesa de Armildez de Toledo (1793-1842)                                        | Luisa Rafaela de Sousa, condesa de Armildez de Toledo (1793-1842)                                        | Luisa Rafaela de Sousa, condesa de Armildez de Toledo (1793-1842)                                        | Luisa Rafaela de Sousa, condesa de Armildez de Toledo (1793-1842)                                        | Luisa Rafaela de Sousa, condesa de Armildez de Toledo (1793-1842)                                        |  |  |                                                              |                                                              |                                                              |                                                              |                                                              |                                                              |  |  | Juan Gioeni, viii duque de Montealegre († 1864)    | Juan Gioeni, viii duque de Montealegre († 1864)    | Juan Gioeni, viii duque de Montealegre († 1864)    | Juan Gioeni, viii duque de Montealegre († 1864)    | Juan Gioeni, viii duque de Montealegre († 1864)    | Juan Gioeni, viii duque de Montealegre († 1864)    |  |  | María Catalina Gioeni, marquesa de Santa María de Balchino          | María Catalina Gioeni, marquesa de Santa María de Balchino          | María Catalina Gioeni, marquesa de Santa María de Balchino          | María Catalina Gioeni, marquesa de Santa María de Balchino          | María Catalina Gioeni, marquesa de Santa María de Balchino          | María Catalina Gioeni, marquesa de Santa María de Balchino          |  |  |  |  |  |  |  |  |  |  |  |  |  |  |  |  |
| Luisa Rafaela de Sousa, condesa de Armildez de Toledo (1793-1842)                                        | Luisa Rafaela de Sousa, condesa de Armildez de Toledo (1793-1842)                                        | Luisa Rafaela de Sousa, condesa de Armildez de Toledo (1793-1842)                                        | Luisa Rafaela de Sousa, condesa de Armildez de Toledo (1793-1842)                                        | Luisa Rafaela de Sousa, condesa de Armildez de Toledo (1793-1842)                                        | Luisa Rafaela de Sousa, condesa de Armildez de Toledo (1793-1842)                                        |  |  |                                                              |                                                              |                                                              |                                                              |                                                              |                                                              |  |  | Juan Gioeni, viii duque de Montealegre († 1864)    | Juan Gioeni, viii duque de Montealegre († 1864)    | Juan Gioeni, viii duque de Montealegre († 1864)    | Juan Gioeni, viii duque de Montealegre († 1864)    | Juan Gioeni, viii duque de Montealegre († 1864)    | Juan Gioeni, viii duque de Montealegre († 1864)    |  |  | María Catalina Gioeni, marquesa de Santa María de Balchino          | María Catalina Gioeni, marquesa de Santa María de Balchino          | María Catalina Gioeni, marquesa de Santa María de Balchino          | María Catalina Gioeni, marquesa de Santa María de Balchino          | María Catalina Gioeni, marquesa de Santa María de Balchino          | María Catalina Gioeni, marquesa de Santa María de Balchino          |  |  |  |  |  |  |  |  |  |  |  |  |  |  |  |  |
| Isidro Wall, vi conde de Armildez de Toledo (1828-1867)                                                  | Isidro Wall, vi conde de Armildez de Toledo (1828-1867)                                                  | Isidro Wall, vi conde de Armildez de Toledo (1828-1867)                                                  | Isidro Wall, vi conde de Armildez de Toledo (1828-1867)                                                  | Isidro Wall, vi conde de Armildez de Toledo (1828-1867)                                                  | Isidro Wall, vi conde de Armildez de Toledo (1828-1867)                                                  |  |  |                                                              |                                                              |                                                              |                                                              |                                                              |                                                              |  |  |                                                    |                                                    |                                                    |                                                    |                                                    |                                                    |  |  | Girolamo Vannucci, ix duque de Angiò di Montallegro                 | Girolamo Vannucci, ix duque de Angiò di Montallegro                 | Girolamo Vannucci, ix duque de Angiò di Montallegro                 | Girolamo Vannucci, ix duque de Angiò di Montallegro                 | Girolamo Vannucci, ix duque de Angiò di Montallegro                 | Girolamo Vannucci, ix duque de Angiò di Montallegro                 |  |  |  |  |  |  |  |  |  |  |  |  |  |  |  |  |
| Isidro Wall, vi conde de Armildez de Toledo (1828-1867)                                                  | Isidro Wall, vi conde de Armildez de Toledo (1828-1867)                                                  | Isidro Wall, vi conde de Armildez de Toledo (1828-1867)                                                  | Isidro Wall, vi conde de Armildez de Toledo (1828-1867)                                                  | Isidro Wall, vi conde de Armildez de Toledo (1828-1867)                                                  | Isidro Wall, vi conde de Armildez de Toledo (1828-1867)                                                  |  |  |                                                              |                                                              |                                                              |                                                              |                                                              |                                                              |  |  |                                                    |                                                    |                                                    |                                                    |                                                    |                                                    |  |  | Girolamo Vannucci, ix duque de Angiò di Montallegro                 | Girolamo Vannucci, ix duque de Angiò di Montallegro                 | Girolamo Vannucci, ix duque de Angiò di Montallegro                 | Girolamo Vannucci, ix duque de Angiò di Montallegro                 | Girolamo Vannucci, ix duque de Angiò di Montallegro                 | Girolamo Vannucci, ix duque de Angiò di Montallegro                 |  |  |  |  |  |  |  |  |  |  |  |  |  |  |  |  |
| María de la Concepción Wall, condesa de Floridablanca (1865-1952)                                        | María de la Concepción Wall, condesa de Floridablanca (1865-1952)                                        | María de la Concepción Wall, condesa de Floridablanca (1865-1952)                                        | María de la Concepción Wall, condesa de Floridablanca (1865-1952)                                        | María de la Concepción Wall, condesa de Floridablanca (1865-1952)                                        | María de la Concepción Wall, condesa de Floridablanca (1865-1952)                                        |  |  |                                                              |                                                              |                                                              |                                                              |                                                              |                                                              |  |  |                                                    |                                                    |                                                    |                                                    |                                                    |                                                    |  |  | Felice Pompeo Vannucci, x duque de Angiò di Montallegro (1846-1888) | Felice Pompeo Vannucci, x duque de Angiò di Montallegro (1846-1888) | Felice Pompeo Vannucci, x duque de Angiò di Montallegro (1846-1888) | Felice Pompeo Vannucci, x duque de Angiò di Montallegro (1846-1888) | Felice Pompeo Vannucci, x duque de Angiò di Montallegro (1846-1888) | Felice Pompeo Vannucci, x duque de Angiò di Montallegro (1846-1888) |  |  |  |  |  |  |  |  |  |  |  |  |  |  |  |  |
| María de la Concepción Wall, condesa de Floridablanca (1865-1952)                                        | María de la Concepción Wall, condesa de Floridablanca (1865-1952)                                        | María de la Concepción Wall, condesa de Floridablanca (1865-1952)                                        | María de la Concepción Wall, condesa de Floridablanca (1865-1952)                                        | María de la Concepción Wall, condesa de Floridablanca (1865-1952)                                        | María de la Concepción Wall, condesa de Floridablanca (1865-1952)                                        |  |  |                                                              |                                                              |                                                              |                                                              |                                                              |                                                              |  |  |                                                    |                                                    |                                                    |                                                    |                                                    |                                                    |  |  | Felice Pompeo Vannucci, x duque de Angiò di Montallegro (1846-1888) | Felice Pompeo Vannucci, x duque de Angiò di Montallegro (1846-1888) | Felice Pompeo Vannucci, x duque de Angiò di Montallegro (1846-1888) | Felice Pompeo Vannucci, x duque de Angiò di Montallegro (1846-1888) | Felice Pompeo Vannucci, x duque de Angiò di Montallegro (1846-1888) | Felice Pompeo Vannucci, x duque de Angiò di Montallegro (1846-1888) |  |  |  |  |  |  |  |  |  |  |  |  |  |  |  |  |
| | | | | | |  |  |                                                              |                                                              |                                                              |                                                              |                                                              |                                                              |  |  |                                                    |                                                    |                                                    |                                                    |                                                    |                                                    |  |  |                                                                     |                                                                     |                                                                     |                                                                     |                                                                     |                                                                     |  |  |  |  |  |  |  |  |  |  |  |  |  |  |  |  |
| José María Castillejo, v conde de Floridablanca (1895-1962) Con sucesión en los condes de Floridablanca. | José María Castillejo, v conde de Floridablanca (1895-1962) Con sucesión en los condes de Floridablanca. | José María Castillejo, v conde de Floridablanca (1895-1962) Con sucesión en los condes de Floridablanca. | José María Castillejo, v conde de Floridablanca (1895-1962) Con sucesión en los condes de Floridablanca. | José María Castillejo, v conde de Floridablanca (1895-1962) Con sucesión en los condes de Floridablanca. | José María Castillejo, v conde de Floridablanca (1895-1962) Con sucesión en los condes de Floridablanca. |  |  | Isidro Castillejo, ix duque de Montealegre (1897-1970)       | Isidro Castillejo, ix duque de Montealegre (1897-1970)       | Isidro Castillejo, ix duque de Montealegre (1897-1970)       | Isidro Castillejo, ix duque de Montealegre (1897-1970)       | Isidro Castillejo, ix duque de Montealegre (1897-1970)       | Isidro Castillejo, ix duque de Montealegre (1897-1970)       |  |  |                                                    |                                                    |                                                    |                                                    |                                                    |                                                    |  |  | Girolamo Vannucci, xii duque de Angiò di Montallegro (1882-1962)    | Girolamo Vannucci, xii duque de Angiò di Montallegro (1882-1962)    | Girolamo Vannucci, xii duque de Angiò di Montallegro (1882-1962)    | Girolamo Vannucci, xii duque de Angiò di Montallegro (1882-1962)    | Girolamo Vannucci, xii duque de Angiò di Montallegro (1882-1962)    | Girolamo Vannucci, xii duque de Angiò di Montallegro (1882-1962)    |  |  |  |  |  |  |  |  |  |  |  |  |  |  |  |  |
| José María Castillejo, v conde de Floridablanca (1895-1962) Con sucesión en los condes de Floridablanca. | José María Castillejo, v conde de Floridablanca (1895-1962) Con sucesión en los condes de Floridablanca. | José María Castillejo, v conde de Floridablanca (1895-1962) Con sucesión en los condes de Floridablanca. | José María Castillejo, v conde de Floridablanca (1895-1962) Con sucesión en los condes de Floridablanca. | José María Castillejo, v conde de Floridablanca (1895-1962) Con sucesión en los condes de Floridablanca. | José María Castillejo, v conde de Floridablanca (1895-1962) Con sucesión en los condes de Floridablanca. |  |  | Isidro Castillejo, ix duque de Montealegre (1897-1970)       | Isidro Castillejo, ix duque de Montealegre (1897-1970)       | Isidro Castillejo, ix duque de Montealegre (1897-1970)       | Isidro Castillejo, ix duque de Montealegre (1897-1970)       | Isidro Castillejo, ix duque de Montealegre (1897-1970)       | Isidro Castillejo, ix duque de Montealegre (1897-1970)       |  |  |                                                    |                                                    |                                                    |                                                    |                                                    |                                                    |  |  | Girolamo Vannucci, xii duque de Angiò di Montallegro (1882-1962)    | Girolamo Vannucci, xii duque de Angiò di Montallegro (1882-1962)    | Girolamo Vannucci, xii duque de Angiò di Montallegro (1882-1962)    | Girolamo Vannucci, xii duque de Angiò di Montallegro (1882-1962)    | Girolamo Vannucci, xii duque de Angiò di Montallegro (1882-1962)    | Girolamo Vannucci, xii duque de Angiò di Montallegro (1882-1962)    |  |  |  |  |  |  |  |  |  |  |  |  |  |  |  |  |
| | | | | | |  |  | Juan Bautista Castillejo, x duque de Montealegre (1923-1994) | Juan Bautista Castillejo, x duque de Montealegre (1923-1994) | Juan Bautista Castillejo, x duque de Montealegre (1923-1994) | Juan Bautista Castillejo, x duque de Montealegre (1923-1994) | Juan Bautista Castillejo, x duque de Montealegre (1923-1994) | Juan Bautista Castillejo, x duque de Montealegre (1923-1994) |  |  |                                                    |                                                    |                                                    |                                                    |                                                    |                                                    |  |  | Achille Vannucci, xiii duque de Angiò di Montallegro (1908-1971)    | Achille Vannucci, xiii duque de Angiò di Montallegro (1908-1971)    | Achille Vannucci, xiii duque de Angiò di Montallegro (1908-1971)    | Achille Vannucci, xiii duque de Angiò di Montallegro (1908-1971)    | Achille Vannucci, xiii duque de Angiò di Montallegro (1908-1971)    | Achille Vannucci, xiii duque de Angiò di Montallegro (1908-1971)    |  |  |  |  |  |  |  |  |  |  |  |  |  |  |  |  |
| | | | | | |  |  | Juan Bautista Castillejo, x duque de Montealegre (1923-1994) | Juan Bautista Castillejo, x duque de Montealegre (1923-1994) | Juan Bautista Castillejo, x duque de Montealegre (1923-1994) | Juan Bautista Castillejo, x duque de Montealegre (1923-1994) | Juan Bautista Castillejo, x duque de Montealegre (1923-1994) | Juan Bautista Castillejo, x duque de Montealegre (1923-1994) |  |  |                                                    |                                                    |                                                    |                                                    |                                                    |                                                    |  |  | Achille Vannucci, xiii duque de Angiò di Montallegro (1908-1971)    | Achille Vannucci, xiii duque de Angiò di Montallegro (1908-1971)    | Achille Vannucci, xiii duque de Angiò di Montallegro (1908-1971)    | Achille Vannucci, xiii duque de Angiò di Montallegro (1908-1971)    | Achille Vannucci, xiii duque de Angiò di Montallegro (1908-1971)    | Achille Vannucci, xiii duque de Angiò di Montallegro (1908-1971)    |  |  |  |  |  |  |  |  |  |  |  |  |  |  |  |  |
| | | | | | |  |  | Isidro Castillejo, xi duque de Montealegre (n. 1951)         | Isidro Castillejo, xi duque de Montealegre (n. 1951)         | Isidro Castillejo, xi duque de Montealegre (n. 1951)         | Isidro Castillejo, xi duque de Montealegre (n. 1951)         | Isidro Castillejo, xi duque de Montealegre (n. 1951)         | Isidro Castillejo, xi duque de Montealegre (n. 1951)         |  |  |                                                    |                                                    |                                                    |                                                    |                                                    |                                                    |  |  | Girolamo Vannucci, xiv duque de Angiò di Montallegro (n. 1947)      | Girolamo Vannucci, xiv duque de Angiò di Montallegro (n. 1947)      | Girolamo Vannucci, xiv duque de Angiò di Montallegro (n. 1947)      | Girolamo Vannucci, xiv duque de Angiò di Montallegro (n. 1947)      | Girolamo Vannucci, xiv duque de Angiò di Montallegro (n. 1947)      | Girolamo Vannucci, xiv duque de Angiò di Montallegro (n. 1947)      |  |  |  |  |  |  |  |  |  |  |  |  |  |  |  |  |
| | | | | | |  |  | Isidro Castillejo, xi duque de Montealegre (n. 1951)         | Isidro Castillejo, xi duque de Montealegre (n. 1951)         | Isidro Castillejo, xi duque de Montealegre (n. 1951)         | Isidro Castillejo, xi duque de Montealegre (n. 1951)         | Isidro Castillejo, xi duque de Montealegre (n. 1951)         | Isidro Castillejo, xi duque de Montealegre (n. 1951)         |  |  |                                                    |                                                    |                                                    |                                                    |                                                    |                                                    |  |  | Girolamo Vannucci, xiv duque de Angiò di Montallegro (n. 1947)      | Girolamo Vannucci, xiv duque de Angiò di Montallegro (n. 1947)      | Girolamo Vannucci, xiv duque de Angiò di Montallegro (n. 1947)      | Girolamo Vannucci, xiv duque de Angiò di Montallegro (n. 1947)      | Girolamo Vannucci, xiv duque de Angiò di Montallegro (n. 1947)      | Girolamo Vannucci, xiv duque de Angiò di Montallegro (n. 1947)      |  |  |  |  |  |  |  |  |  |  |  |  |  |  |  |  |
| | | | | | |  |  | Isidro Castillejo y Leal                                     |                                                              |                                                              |                                                              |                                                              |                                                              |  |  |                                                    |                                                    |                                                    |                                                    |                                                    |                                                    |  |  |                                                                     |                                                                     |                                                                     |                                                                     |                                                                     |                                                                     |  |  |  |  |  |  |  |  |  |  |  |  |  |  |  |  |